# Filipinas nos Jogos Olímpicos de Verão da Juventude de 2010
As Filipinas participaram dos Jogos Olímpicos de Verão da Juventude de 2010 em Cingapura. Sua delegação foi composta por nove atletas que competiram em cinco esportes.

## Halterofilismo
| Evento             | Atleta         | Peso corporal (kg) | Arranque (kg) | Arranque (kg) | Arranque (kg) | Arranque (kg) | Arremesso (kg) | Arremesso (kg) | Arremesso (kg) | Arremesso (kg) | Total (kg) | Pos. final |
| Evento             | Atleta         | Peso corporal (kg) | 1             | 2             | 3             | Res.          | 1              | 2              | 3              | Res.           | Total (kg) | Pos. final |
| ------------------ | -------------- | ------------------ | ------------- | ------------- | ------------- | ------------- | -------------- | -------------- | -------------- | -------------- | ---------- | ---------- |
| Até 63 kg feminino | Patricia Llena | 62,95              | 75            | 80            | 83            | 83            | 95             | 100            | 100            | 95             | 178        | 5º         |

## Basquetebol
Masculino:
| Elenco                                           | Preliminares                                                                           | Preliminares | Classificação 9-16                | Classificação 9-12 | Disputa pelo 9º lugar | Pos. final |
| Elenco                                           | Grupo D                                                                                | Pos.         | Classificação 9-16                | Classificação 9-12 | Disputa pelo 9º lugar | Pos. final |
| ------------------------------------------------ | -------------------------------------------------------------------------------------- | ------------ | --------------------------------- | ------------------ | --------------------- | ---------- |
| Bobby Parks Cris Tolomia Jeron Teng Michael Pate | Ilhas Virgens Americanas D 28-34 Espanha D 25-27 Croácia D 19-22 África do Sul V 26-12 | 4º           | República Centro-Africana V 22-13 | Irã V 28-19        | Porto Rico V 34-23    | 9º         |

## Natação
| Evento                    | Atleta           | Qualificação | Qualificação | Semifinais  | Semifinais   | Final       | Final       |
| Evento                    | Atleta           | Resultado    | Posição      | Resultado   | Posição      | Resultado   | Posição     |
| ------------------------- | ---------------- | ------------ | ------------ | ----------- | ------------ | ----------- | ----------- |
| 50 m livre feminino       | Jasmine Alkhaldi | 27.10        | 17º (5º q9)  | Não avançou | Não avançou  | Não avançou | Não avançou |
| 100 m livre feminino      | Jasmine Alkhaldi | 58.16        | 13º (5º q7)  | 58.01       | 12º (6º sf2) | Não avançou | Não avançou |
| 200 m livre feminino      | Jasmine Alkhaldi | 2:07.37      | 22º (6º q5)  |             |              | Não avançou | Não avançou |
| 100 m borboleta feminino  | Jasmine Alkhaldi | 1:04.41      | 24º (8º q5)  | Não avançou | Não avançou  | Não avançou | Não avançou |
| 100 m livre masculino     | Jessie Lacuna    | 52.10        | 19º (3º q4)  | Não avançou | Não avançou  | Não avançou | Não avançou |
| 200 m livre masculino     | Jessie Lacuna    | 1:51.52      | 7º (3º q5)   |             |              | 1:51.95     | 8º          |
| 200 m borboleta masculino | Jessie Lacuna    | 2:06.38      | 15º (5º q2)  |             |              | Não avançou | Não avançou |

## Taekwondo
| Evento              | Atleta       | 1ª rodada    | Quartas-de-final         | Semifinais  | Final       | Pos. final |
| ------------------- | ------------ | ------------ | ------------------------ | ----------- | ----------- | ---------- |
| Até 48 kg masculino | Kirk Barbosa | Sem oponente | ISR Gili Haimovitz D 7-8 | Não avançou | Não avançou | 9º         |

## Tênis
| Atleta          | Evento            | 1ª rodada                               | Torneio de consolação | Torneio de consolação             | Torneio de consolação | Torneio de consolação | Pos. final |
| Atleta          | Evento            | 1ª rodada                               | 1ª rodada             | Quartas-de-final                  | Semifinais            | Final                 | Pos. final |
| Atleta          | Evento            | Oponente Resultado                      | Oponente Resultado    | Oponente Resultado                | Oponente Resultado    | Oponente Resultado    | Pos. final |
| --------------- | ----------------- | --------------------------------------- | --------------------- | --------------------------------- | --------------------- | --------------------- | ---------- |
| Jeson Patrombon | Simples masculino | CHN Ouyang Bowen D 1-2 (7-6, 3-6 e 4-6) | ARG Renzo Olivo V WO  | BAR Darian King D 0-2 (6-7 e 3-6) | Não avançou           | Não avançou           | --         |

| Atleta                             | Evento            | 1ª rodada                                                | Quartas-de-final   | Semifinais         | Final              | Pos. final |
| Atleta                             | Evento            | Oponente Resultado                                       | Oponente Resultado | Oponente Resultado | Oponente Resultado | Pos. final |
| ---------------------------------- | ----------------- | -------------------------------------------------------- | ------------------ | ------------------ | ------------------ | ---------- |
| Jeson Patrombon e IND Yuki Bhambri | Duplas masculinas | BIH Damir Dužmhur/ CRO Mate Pavić D 1-2 (7-6, 5-7, 4-10) | Não avançou        | Não avançou        | Não avançou        | --         |